# 柳博米尔·洛夫里奇
柳博米尔·洛夫里奇（羅馬化：Ljubomir Lovrić，1920年5月28日—1994年8月26日），塞尔维亚男子足球运动员。他曾代表南斯拉夫国奥队参加1948年夏季奥林匹克运动会足球比赛，获得一枚银牌。